# Le Mesnil-Eudes
Le Mesnil-Eudes település Franciaországban, Calvados megyében. Lakosainak száma 250 fő (2022. január 1.). Le Mesnil-Eudes Lessard-et-le-Chêne, Le Mesnil-Simon, Saint-Germain-de-Livet, Saint-Martin-de-la-Lieue, Saint-Pierre-des-Ifs és Les Monceaux községekkel határos.

## Népesség
A település népességének változása:
| Lakosok száma | 226  | 245  | 288  | 331  | 278  | 269  | 258  | 257  | 253  | 250  |
|               | 1968 | 1982 | 1990 | 2006 | 2013 | 2015 | 2017 | 2019 | 2020 | 2022 |